# Chenopodium hastatum
Chenopodium hastatum är en amarantväxtart som först beskrevs av C. Klinggr., och fick sitt nu gällande namn av Josef Murr. Chenopodium hastatum ingår i släktet ogräsmållor, och familjen amarantväxter. Inga underarter finns listade i Catalogue of Life.